# Weissia schisti
Weissia schisti là một loài rêu trong họ Pottiaceae. Loài này được (F. Weber & D. Mohr) Brid. mô tả khoa học đầu tiên năm 1806.